# 金·阿斯特鲁普
金·阿斯特鲁普（丹麥語：Kim Astrup，1992年3月6日—），丹麥男子羽毛球運動員。

## 簡歷
2013年，金·阿斯特魯普·索倫森分別與安德斯·斯考勞普·拉斯姆森和瑪麗亞·赫斯波合作，贏得丹麥國際賽的男雙和混雙亞軍。

## 主要比賽成績
只列出曾進入準決賽的國際賽事成績：
| 年份   | 賽事                       | 公開賽級別 | 項目     | 拍檔                     | 成績   |
| ------ | -------------------------- | ---------- | -------- | ------------------------ | ------ |
| 2010年 | 世界青年羽毛球錦標賽       | 其他       | 男子雙打 | 拉斯穆斯·弗莱德伯格      | 準決賽 |
| 2011年 | 瑞典斯德哥爾摩羽毛球國際賽 | 國際挑戰賽 | 男子雙打 | 拉斯穆斯·弗莱德伯格      | 冠軍   |
| 2011年 | 克羅地亞羽毛球國際賽       | 國際系列賽 | 男子雙打 | 拉斯穆斯·弗莱德伯格      | 冠軍   |
| 2011年 | 克羅地亞羽毛球國際賽       | 國際系列賽 | 混合雙打 | 萊恩·杰克斯菲德          | 亞軍   |
| 2011年 | 白夜羽毛球賽               | 國際挑戰賽 | 男子雙打 | 安德斯·斯考劳普·拉斯姆森 | 準決賽 |
| 2011年 | 歐洲青年羽毛球錦標賽       | 其他       | 男子雙打 | 拉斯穆斯·弗莱德伯格      | 準決賽 |
| 2011年 | 歐洲青年羽毛球錦標賽       | 其他       | 混合雙打 | 萊恩·杰克斯菲德          | 冠軍   |
| 2011年 | 歐洲青年羽毛球錦標賽       | 其他       | 混合團體 | －                       | 準決賽 |
| 2011年 | 比利時羽毛球國際賽         | 國際挑戰賽 | 混合雙打 | 萊恩·杰克斯菲德          | 準決賽 |
| 2011年 | 挪威羽毛球國際賽           | 國際挑戰賽 | 男子雙打 | 安德斯·斯考劳普·拉斯姆森 | 準決賽 |
| 2011年 | 蘇格蘭羽毛球國際賽         | 國際挑戰賽 | 男子雙打 | 安德斯·斯考劳普·拉斯姆森 | 準決賽 |
| 2011年 | 蘇格蘭羽毛球國際賽         | 國際挑戰賽 | 混合雙打 | 萊恩·杰克斯菲德          | 冠軍   |
| 2012年 | 瑞典斯德哥爾摩羽毛球國際賽 | 國際挑戰賽 | 混合雙打 | 萊恩·杰克斯菲德          | 準決賽 |
| 2012年 | 丹麥羽毛球國際賽           | 國際挑戰賽 | 男子雙打 | 安德斯·斯考劳普·拉斯姆森 | 準決賽 |
| 2012年 | 丹麥羽毛球國際賽           | 國際挑戰賽 | 混合雙打 | 萊恩·杰克斯菲德          | 亞軍   |
| 2013年 | 瑞典斯德哥爾摩羽毛球國際賽 | 國際挑戰賽 | 男子雙打 | 安德斯·斯考劳普·拉斯姆森 | 準決賽 |
| 2013年 | 芬蘭羽毛球公開賽           | 國際挑戰賽 | 混合雙打 | 玛丽亚·赫斯波            | 準決賽 |
| 2013年 | 葡萄牙羽毛球國際賽         | 國際系列賽 | 男子雙打 | 安德斯·斯考劳普·拉斯姆森 | 冠軍   |
| 2013年 | 丹麥羽毛球國際賽           | 國際挑戰賽 | 男子雙打 | 安德斯·斯考劳普·拉斯姆森 | 亞軍   |
| 2013年 | 丹麥羽毛球國際賽           | 國際挑戰賽 | 混合雙打 | 玛丽亚·赫斯波            | 亞軍   |
| 2013年 | 西班牙羽毛球公開賽         | 國際挑戰賽 | 男子雙打 | 安德斯·斯考劳普·拉斯姆森 | 準決賽 |
| 2013年 | 哈爾科夫羽毛球國際賽       | 國際挑戰賽 | 男子雙打 | 安德斯·斯考劳普·拉斯姆森 | 亞軍   |
| 2013年 | 哈爾科夫羽毛球國際賽       | 國際挑戰賽 | 混合雙打 | 玛丽亚·赫斯波            | 亞軍   |
| 2013年 | 比利時羽毛球國際賽         | 國際挑戰賽 | 男子雙打 | 安德斯·斯考劳普·拉斯姆森 | 冠軍   |
| 2013年 | 碧特博格羽毛球黃金大獎賽   | 黃金大獎賽 | 男子雙打 | 安德斯·斯考劳普·拉斯姆森 | 亞軍   |
| 2013年 | 蘇格蘭羽毛球大獎賽         | 大獎賽     | 男子雙打 | 安德斯·斯考劳普·拉斯姆森 | 亞軍   |
| 2014年 | 歐洲男子羽毛球團體錦標賽   | 其他       | 男子團體 | －                       | 冠軍   |
| 2014年 | 芬蘭羽毛球公開賽           | 國際挑戰賽 | 男子雙打 | 安德斯·斯考劳普·拉斯姆森 | 冠軍   |
| 2014年 | 比利時羽毛球國際賽         | 國際挑戰賽 | 男子雙打 | 安德斯·斯考劳普·拉斯姆森 | 準決賽 |
| 2014年 | 碧特博格羽毛球黃金大獎賽   | 黃金大獎賽 | 男子雙打 | 安德斯·斯考劳普·拉斯姆森 | 亞軍   |
| 2015年 | 瑞典羽毛球大師賽           | 國際挑戰賽 | 男子雙打 | 安德斯·斯考劳普·拉斯姆森 | 冠軍   |
| 2015年 | 歐洲羽毛球混合團體錦標賽   | 其他       | 混合團體 | －                       | 冠軍   |
| 2015年 | 德國羽毛球黃金大獎賽       | 黃金大獎賽 | 男子雙打 | 安德斯·斯考劳普·拉斯姆森 | 準決賽 |
| 2016年 | 瑞典羽毛球大師賽           | 國際挑戰賽 | 男子雙打 | 安德斯·斯考劳普·拉斯姆森 | 亞軍   |
| 2016年 | 歐洲男子羽毛球團體錦標賽   | 其他       | 男子團體 | －                       | 冠軍   |
| 2016年 | 瑞士羽毛球黃金大獎賽       | 黃金大獎賽 | 男子雙打 | 安德斯·斯考劳普·拉斯姆森 | 冠軍   |
| 2016年 | 歐洲羽毛球錦標賽           | 其他       | 男子雙打 | 安德斯·斯考劳普·拉斯姆森 | 亞軍   |
| 2016年 | 湯姆斯盃                   | 其他       | 男子團體 | －                       | 冠軍   |
| 2016年 | 印尼羽毛球首要超級賽       | 首要超級賽 | 男子雙打 | 安德斯·斯考劳普·拉斯姆森 | 準決賽 |
| 2016年 | 法國羽毛球超級賽           | 超級賽     | 男子雙打 | 安德斯·斯考劳普·拉斯姆森 | 準決賽 |
| 2016年 | 碧特博格羽毛球黃金大獎賽   | 黃金大獎賽 | 男子雙打 | 安德斯·斯考劳普·拉斯姆森 | 準決賽 |
| 2017年 | 德國羽毛球黃金大獎賽       | 黃金大獎賽 | 男子雙打 | 安德斯·斯考劳普·拉斯姆森 | 冠軍   |
| 2017年 | 歐洲羽毛球錦標賽           | 其他       | 男子雙打 | 安德斯·斯考劳普·拉斯姆森 | 季軍   |
| 2017年 | 碧特博格羽毛球黃金大獎賽   | 黃金大獎賽 | 男子雙打 | 安德斯·斯考劳普·拉斯姆森 | 冠軍   |
| 2018年 | 印度羽毛球公開賽           | 超級500賽  | 男子雙打 | 安德斯·斯考劳普·拉斯姆森 | 亞軍   |
| 2018年 | 歐洲羽毛球男女子團體錦標賽 | 其他       | 男子團體 | －                       | 冠軍   |
| 2018年 | 歐洲羽毛球錦標賽           | 其他       | 男子雙打 | 安德斯·斯考勞普·拉斯姆森 | 冠軍   |
| 2018年 | 湯姆斯盃                   | 其他       | 男子團體 | －                       | 季軍   |
| 2018年 | 中國羽毛球公開賽           | 超級1000賽 | 男子雙打 | 安德斯·斯考勞普·拉斯姆森 | 冠軍   |
| 2018年 | 世界羽聯世界巡迴賽總決賽   | 總決賽     | 男子雙打 | 安德斯·斯考勞普·拉斯姆森 | 準決賽 |
| 2019年 | 印度尼西亞羽毛球大師賽     | 超級500賽  | 男子雙打 | 安德斯·斯考勞普·拉斯姆森 | 準決賽 |
| 2019年 | 歐洲羽毛球混合團體錦標賽   | 其他       | 混合團體 | －                       | 冠軍   |
| 2019年 | 印度羽毛球公開賽           | 超級500賽  | 男子雙打 | 安德斯·斯考勞普·拉斯姆森 | 準決賽 |
| 2019年 | 歐洲運動會羽毛球比賽       | 其他       | 男子雙打 | 安德斯·斯考勞普·拉斯姆森 | 銀牌   |
| 2020年 | 歐洲羽毛球男女子團體錦標賽 | 其他       | 男子團體 | －                       | 冠軍   |
| 2020年 | 西班牙羽毛球大師賽         | 超級300賽  | 男子雙打 | 安德斯·斯考勞普·拉斯姆森 | 冠軍   |
| 2021年 | 歐洲羽毛球混合團體錦標賽   | 其他       | 混合團體 | －                       | 冠軍   |
| 2021年 | 瑞士羽毛球公開賽           | 超級300賽  | 男子雙打 | 安德斯·斯考勞普·拉斯姆森 | 冠軍   |
| 2021年 | 全英羽毛球公開賽           | 超級1000賽 | 男子雙打 | 安德斯·斯考勞普·拉斯姆森 | 準決賽 |
| 2021年 | 歐洲羽毛球錦標賽           | 其他       | 男子雙打 | 安德斯·斯考勞普·拉斯姆森 | 季軍   |
| 2021年 | 湯姆斯盃                   | 其他       | 男子團體 | －                       | 季軍   |
| 2021年 | 丹麥羽毛球公開賽           | 超級1000賽 | 男子雙打 | 安德斯·斯考勞普·拉斯姆森 | 亞軍   |
| 2021年 | 世界羽毛球錦標賽           | 其他       | 男子雙打 | 安德斯·斯考勞普·拉斯姆森 | 季軍   |
| 2022年 | 德國羽毛球公開賽           | 超級300賽  | 男子雙打 | 安德斯·斯考勞普·拉斯姆森 | 準決賽 |
| 2022年 | 湯姆斯盃                   | 其他       | 男子團體 | －                       | 季軍   |
| 2022年 | 泰國羽毛球公開賽           | 超級500賽  | 男子雙打 | 安德斯·斯考勞普·拉斯姆森 | 準決賽 |
| 2022年 | 印尼羽毛球公開賽           | 超級1000賽 | 男子雙打 | 安德斯·斯考勞普·拉斯姆森 | 準決賽 |
| 2022年 | 日本羽毛球公開賽           | 超級750賽  | 男子雙打 | 安德斯·斯考勞普·拉斯姆森 | 亞軍   |
| 2022年 | 海洛羽毛球公開賽           | 超級300賽  | 男子雙打 | 安德斯·斯考勞普·拉斯姆森 | 準決賽 |
| 2023年 | 歐洲羽毛球混合團體錦標賽   | 其他       | 混合團體 | －                       | 冠軍   |
| 2023年 | 歐洲運動會羽毛球比賽       | 其他       | 男子雙打 | 安德斯·斯考劳普·拉斯姆森 | 金牌   |
| 2023年 | 加拿大羽毛球公開賽         | 超級500賽  | 男子雙打 | 安德斯·斯考劳普·拉斯姆森 | 冠軍   |
| 2023年 | 世界羽毛球錦標賽           | 其他       | 男子雙打 | 安德斯·斯考勞普·拉斯姆森 | 亞軍   |
| 2023年 | 香港羽毛球公開賽           | 超級500賽  | 男子雙打 | 安德斯·斯考勞普·拉斯姆森 | 冠軍   |
| 2023年 | 北極羽毛球公開賽           | 超級500賽  | 男子雙打 | 安德斯·斯考勞普·拉斯姆森 | 冠軍   |
| 2023年 | 丹麥羽毛球公開賽           | 超級750賽  | 男子雙打 | 安德斯·斯考勞普·拉斯姆森 | 準決賽 |
| 2023年 | 法國羽毛球公開賽           | 超級750賽  | 男子雙打 | 安德斯·斯考勞普·拉斯姆森 | 冠軍   |
| 2024年 | 印尼羽毛球大師賽           | 超級500賽  | 男子雙打 | 安德斯·斯考劳普·拉斯姆森 | 亞軍   |
| 2024年 | 歐洲羽毛球男女子團體錦標賽 | 其他       | 男子團體 | －                       | 冠軍   |
| 2024年 | 歐洲羽毛球錦標賽           | 其他       | 男子雙打 | 安德斯·斯考勞普·拉斯姆森 | 冠軍   |
| 2024年 | 馬來西亞羽毛球大師賽       | 超級500賽  | 男子雙打 | 安德斯·斯考勞普·拉斯姆森 | 冠軍   |
| 2024年 | 新加坡羽毛球公開賽         | 超級750賽  | 男子雙打 | 安德斯·斯考勞普·拉斯姆森 | 準決賽 |
| 2024年 | 印尼羽毛球公開賽           | 超級1000賽 | 男子雙打 | 安德斯·斯考勞普·拉斯姆森 | 準決賽 |
| 2024年 | 加拿大羽毛球公開賽         | 超級500賽  | 男子雙打 | 安德斯·斯考勞普·拉斯姆森 | 冠軍   |
| 2024年 | 奧林匹克運動會羽毛球比賽   | 其他       | 男子雙打 | 安德斯·斯考勞普·拉斯姆森 | 殿軍   |
| 2024年 | 北極羽毛球公開賽           | 超級500賽  | 男子雙打 | 安德斯·斯考勞普·拉斯姆森 | 亞軍   |
| 2024年 | 丹麥羽毛球公開賽           | 超級750賽  | 男子雙打 | 安德斯·斯考勞普·拉斯姆森 | 亞軍   |
| 2024年 | 世界羽聯世界巡迴賽總決賽   | 總決賽     | 男子雙打 | 安德斯·斯考勞普·拉斯姆森 | 冠軍   |
| 2025年 | 歐洲羽毛球混合團體錦標賽   | 其他       | 混合團體 | －                       | 冠軍   |
| 2025年 | 馬來西亞羽毛球大師賽       | 超級500賽  | 男子雙打 | 安德斯·斯考勞普·拉斯姆森 | 準決賽 |
| 2025年 | 新加坡羽毛球公開賽         | 超級750賽  | 男子雙打 | 安德斯·斯考勞普·拉斯姆森 | 準決賽 |

| 2007-2017年 | 首要超級賽 | 超級賽 | 黃金大獎賽 | 大獎賽 | 國際挑戰賽 | 國際系列賽 | 未來系列賽 | 其他 |

| 2018-2026年 | 總決賽 | 超級1000賽 | 超級750賽 | 超級500賽 | 超級300賽 | 超級100賽 | 國際挑戰賽 | 國際系列賽 | 未來系列賽 | 其他 |

### 世界冠軍頭銜
金·阿斯特鲁普在羽毛球生涯中共奪得 1 項羽毛球世界冠軍頭銜。
| 賽事     | 奪冠次數 | 年份               |
| -------- | -------- | ------------------ |
| 湯姆斯盃 | 1        | 2016年（男子團體） |
| 總計     | 1        |                    |

### 奧運會和世錦賽參賽紀錄
|          | 搭檔                     | 2014 | 2015 | 2016 | 2017 | 2018 | 2019 | 2020 | 2021 | 2022 | 2023 | 2024 |
| -------- | ------------------------ | ---- | ---- | ---- | ---- | ---- | ---- | ---- | ---- | ---- | ---- | ---- |
| 男子雙打 | 安德斯·斯考劳普·拉斯姆森 | 48強 | 16強 | －   | 32強 | 16強 | 16強 | 8強  | 季軍 | 32強 | 亞軍 | 殿軍 |

## 其他獎項
| 年份   | 頒獎典禮               | 獎項                 | 搭檔                     | 結果 | 備註  |
| ------ | ---------------------- | -------------------- | ------------------------ | ---- | ----- |
| 2024年 | BWF 2024年度最佳運動員 | 年度最佳男子雙打組合 | 安德斯·斯考劳普·拉斯姆森 | 提名 | [ 3 ] |